# Vapnö kyrka
Vapnö kyrka är en kyrkobyggnad som sedan 2006 tillhör Söndrum-Vapnö församling (tidigare Vapnö församling) i Göteborgs stift. Den ligger på en höjd i Vapnö med utsikt över Vapnödalen i Halmstads kommun.

## Kyrkobyggnaden
Kyrkans tidigaste delar är från 1350-talet. Det är en vitputsad byggnad, uppförd av gråsten med rektangulärt långhus och ett gravkor utbyggt på östgaveln. I väster finns ett torn och på norrsidan en vidbyggd sakristia. I långhusets västra del ingår betydande mursträckningar av en medeltida kyrka som hade romansk planform med smalare kor. 
År 1767 omdanades kyrkan till en salkyrka och utvidgades i öster, genom att det smalare koret revs och ersattes med ett kor i jämnbredd med långhuset. Samtidigt tillfogades det Staël von Holsteinska gravkoret, utbyggt på östgaveln, avsett för personer från godset Vapnö. Det innehåller sarkofager och epitafium. 
Åren 1874–1876 uppfördes ett stentorn på västgaveln, vilket ersatte ett rödmålat trätorn. Då fick kyrkan den nygotiska utformning, som präglar exteriören med bland annat spetsformade fönsteröppningar. En omfattande restaurering genomfördes 1953–1954 då sakristian i norr uppfördes och gravkoret avskildes från kyrkan med en mur. Restaurering och komplettering av det Staëlska gravkoret utfördes av Erik Nilsson, Harplinge. 

## Inventarier
- Dopfunt av sandsten från tidig medeltid i tre delar med höjden 89 cm. Cuppan är konisk med en konkav undersida, skaftet är cylindriskt med en vulst nedtill och foten är fyrsidig med hörnstöd. Funten har ett centralt uttömningshål.[1]
- Dopfat av mässing från 1599.
- Över dopfunten en ljuskrona från 1758.
- Till höger i kyrkan finns ett dopaltare som tillkom 1958.
- Predikstolen i renässansstil är tillverkad av ek i slutet på 1500-talet eller i början av 1600-talet.
- Krucifixskåpet från 1763 är placerat på altaret.
- Altartavla med motiv Maria Kyrkogång av Pehr Hörberg 1789.
- Klockan i tornet är gjuten 1940. En äldre klocka från 1627 förvaras i vapenhuset.

### Orgel
- 1770 byggde prosten Gustaf Fredrik Hjortberg, Vallda en orgel med sex stämmor.
- 1802 byggde Lars Strömblad och Lorentz Strömblad en orgel med åtta stämmor.
- 1877 byggde Johannes Andersson i Långaryd och Carl Johan Carlsson, Virestad en orgel med sju stämmor.
- Orgelfasaden är byggd 1877 i nygotik. Dagens orgelverk levererades 1969 av Västbo Orgelbyggeri, Långaryd. Instrumentet är mekaniskt och har elva stämmor fördelade på två manualer och pedal.[2]

| Huvudverk I   | Svällverk II        | Pedal            | Koppel |
| Rörflöjt 8´   | Gedackt 8´          | Subbas 16´       | I/P    |
| Principal 4'  | Koppelflöjt 4'      | Gedacktpommer 4´ | II/P   |
| Waldflöjt 2'  | Principal 2'        |                  | II/I   |
| Mixtur 3 chor | Sifflöjt 1'         |                  |        |
|               | Sesquialtera 2 chor |                  |        |
|               | Crescendosvällare   |                  |        |

### Släkten Staël von Holstein
Kyrkan och församlingen präglades under lång tid av det stora Vapnö gods med en rad underlydande gårdar. År 1763 avled grundaren till Vapnö fideikommiss, fältmarskalk Georg Bogislaus Staël von Holstein. Hans änka ville ge honom ett värdigt vilorum, ett gravkor i anslutning till socknens kyrka. Först gjordes emellertid en större förändring av kyrkan 1767 (se ovan). Då byggdes bland annat ett gravkor för fältmarskalken och hans båda hustrur. Även senare ättlingars stoft har satts in i gravkoret.

## Bildgalleri

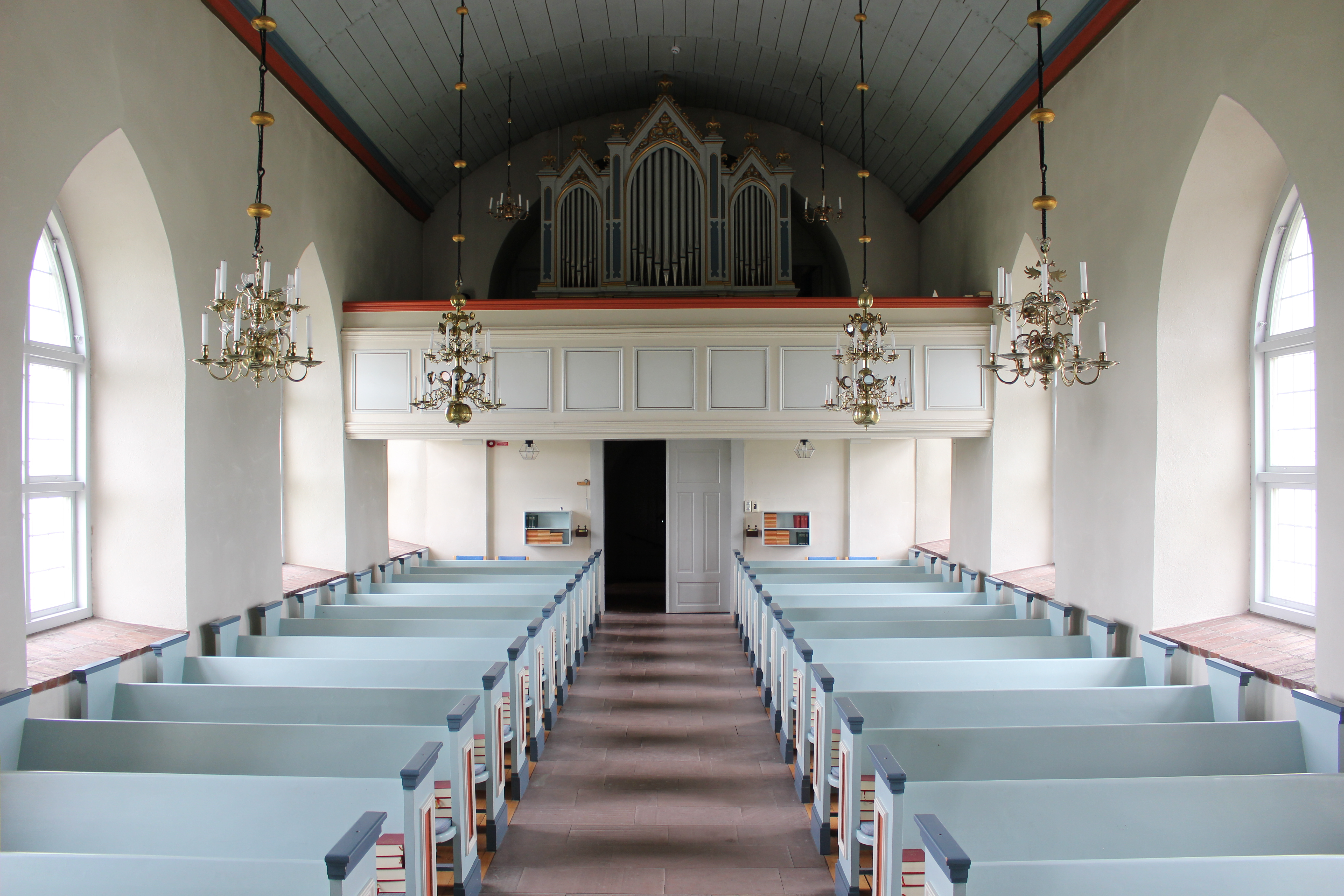
Kyrkorum mot väster.
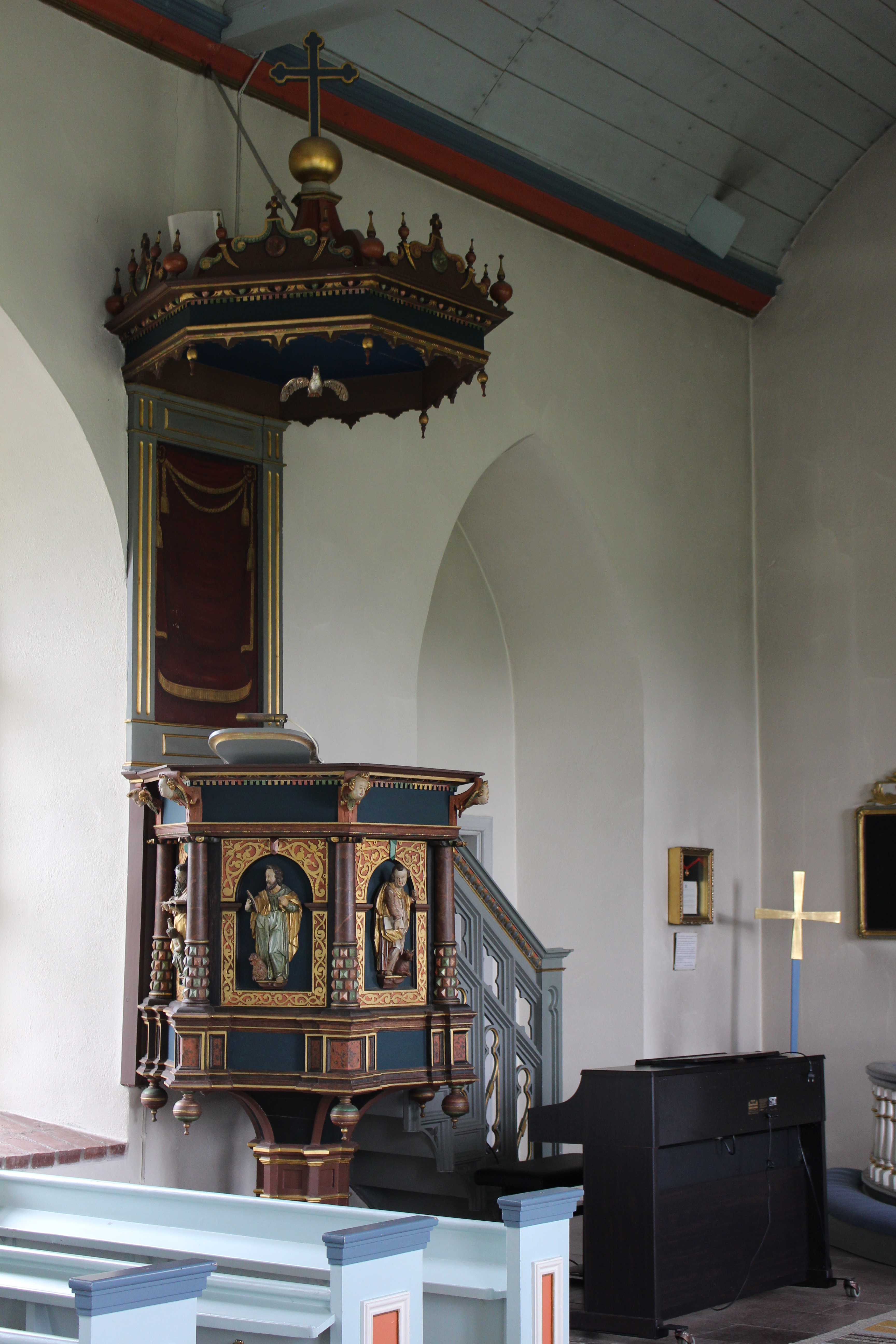
Predikstolen
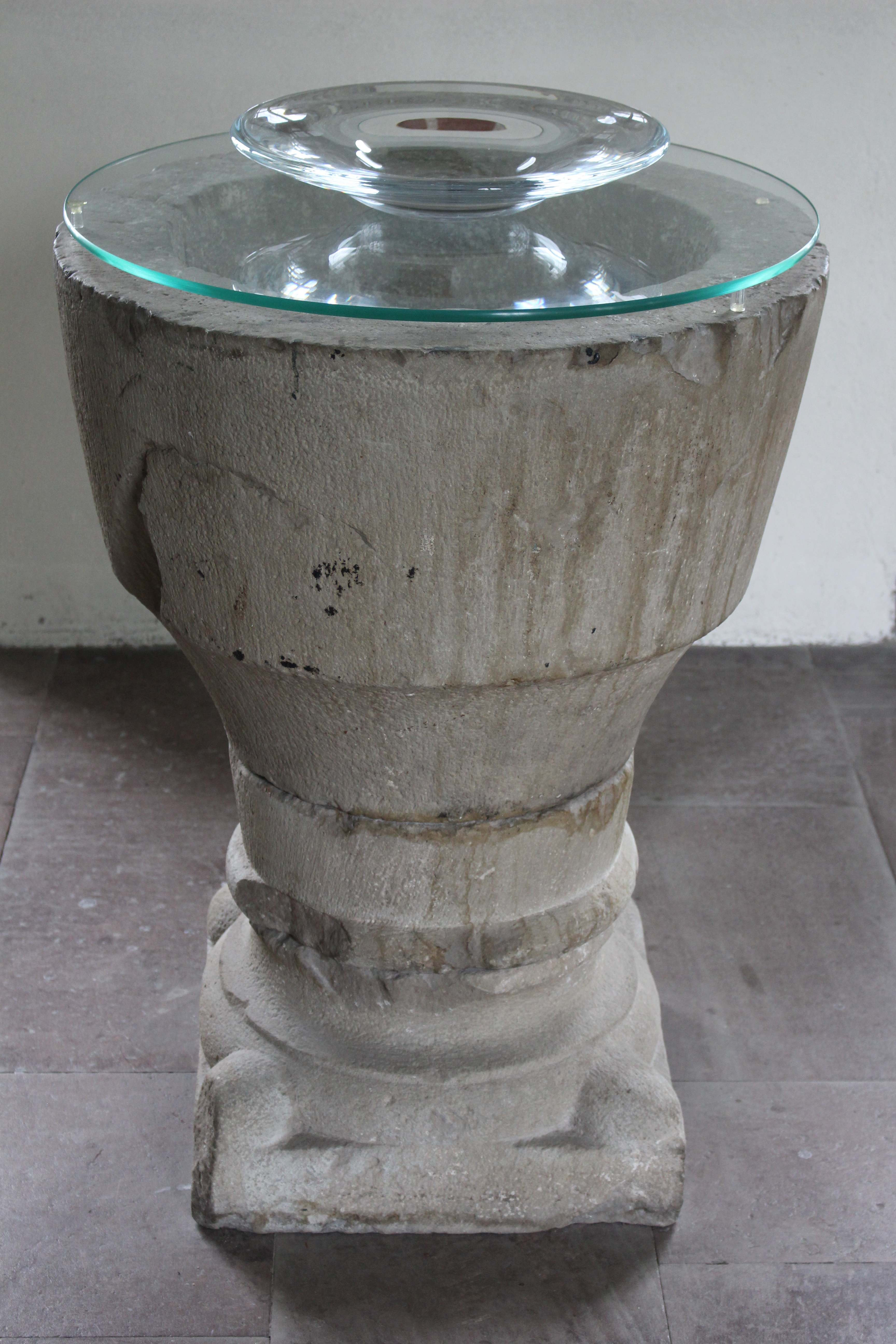
Dopfunten
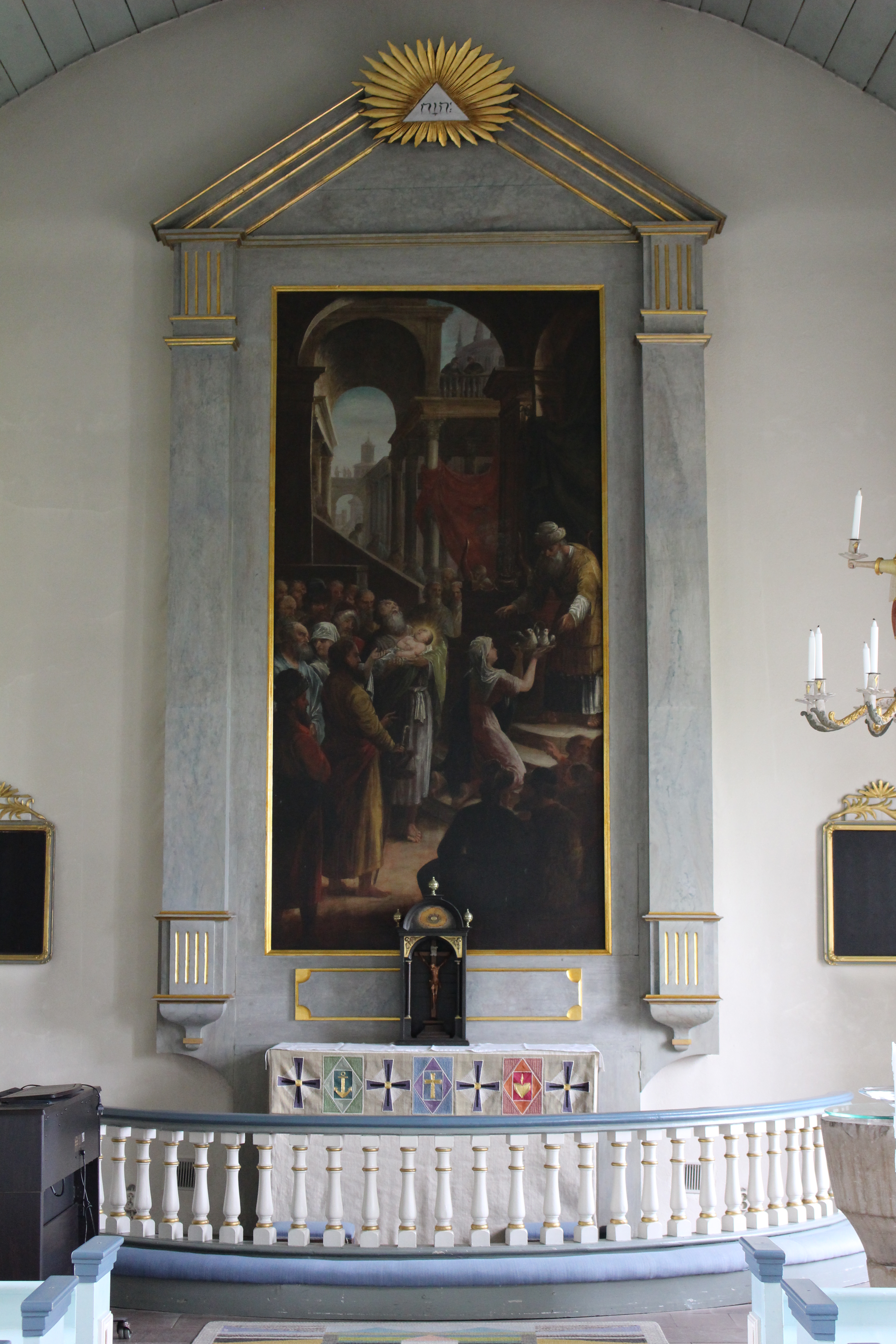
Koret
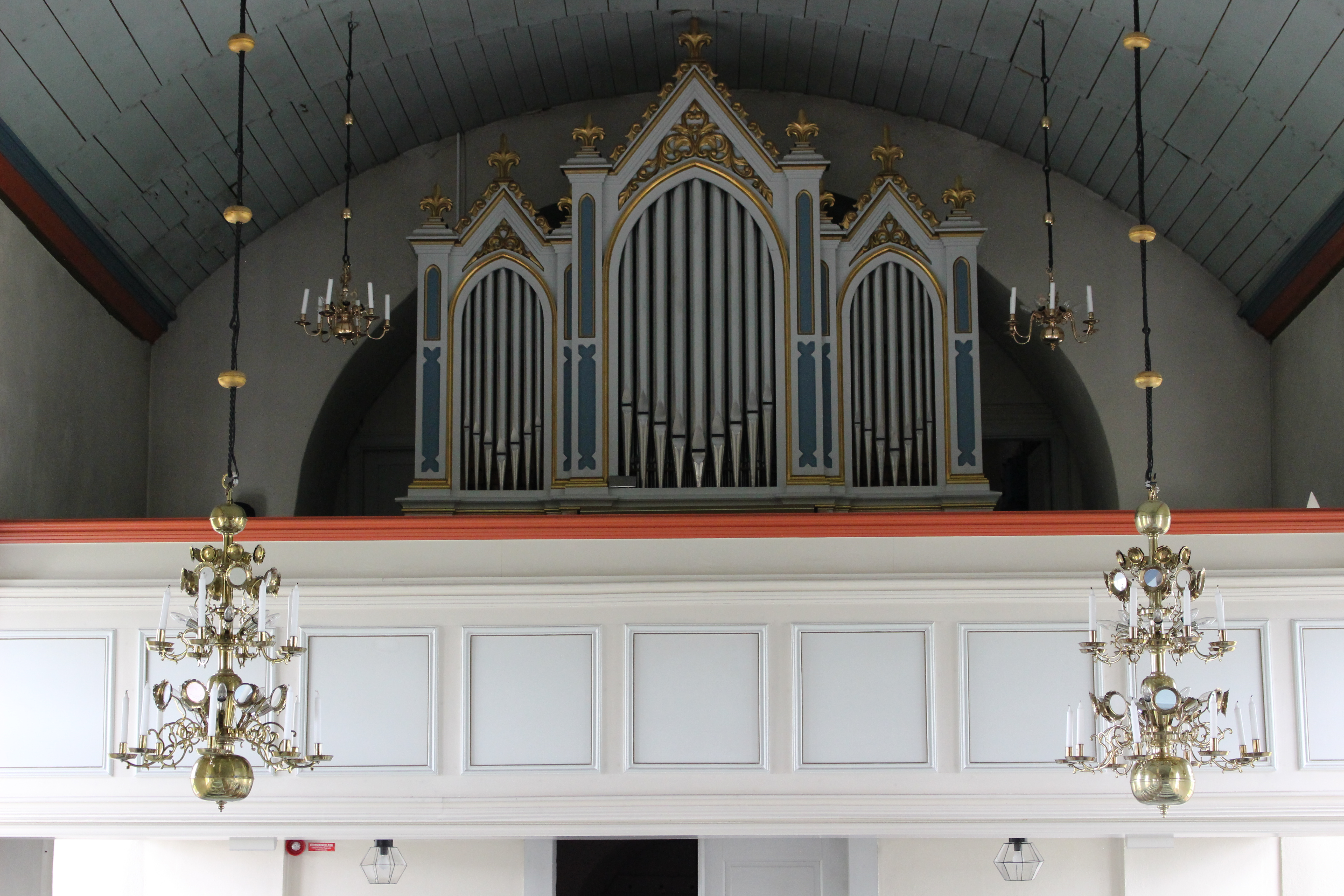
Orgeln
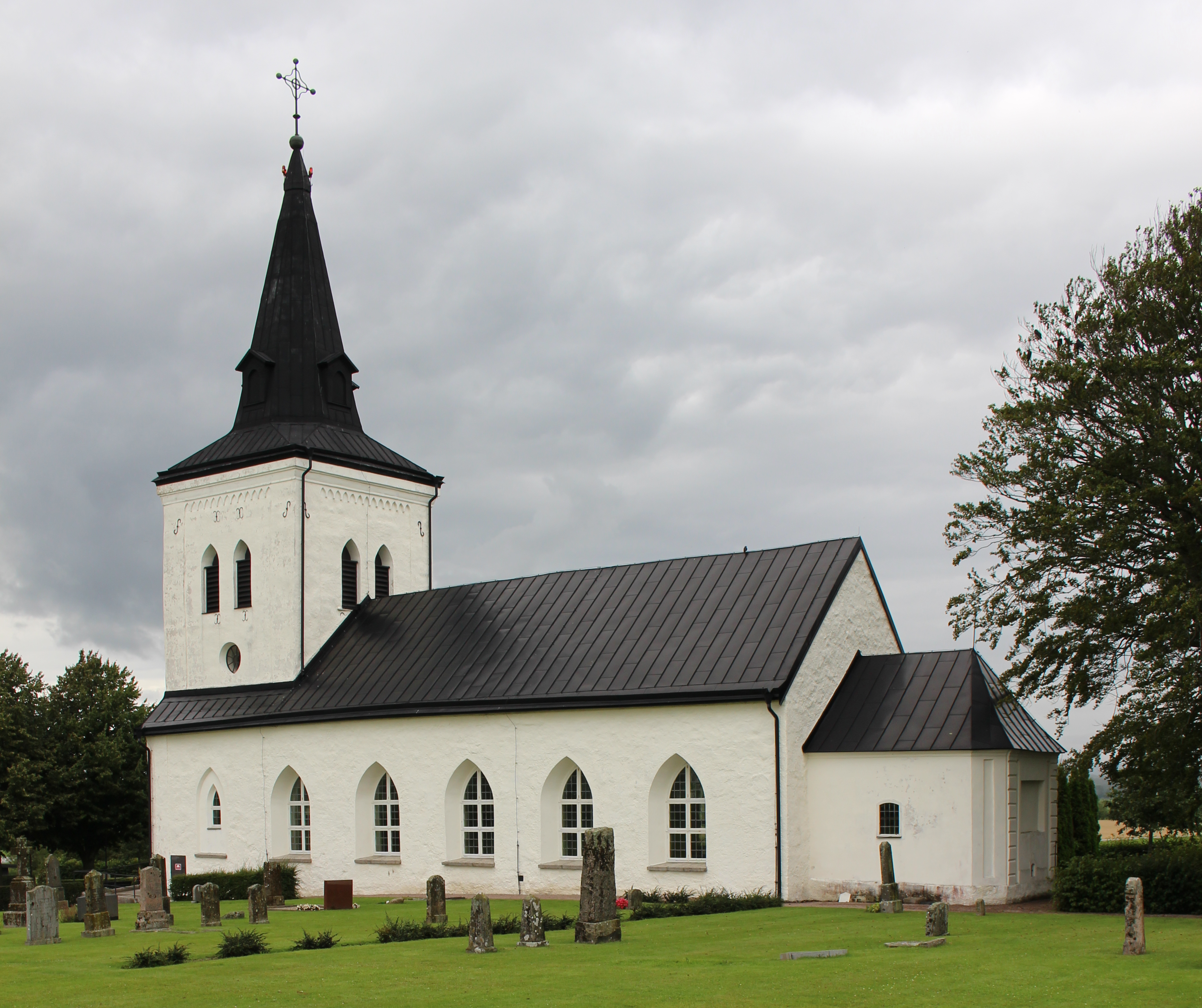
Kyrkan från sydost.
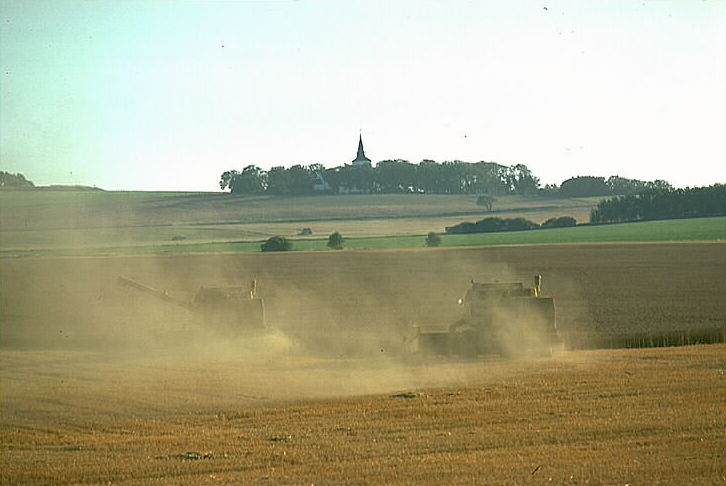
Kyrkan i landskapet.